# Casimir Oberfeld
Casimir Oberfeld, né le 16 novembre 1903 à Łódź et mort en janvier 1945 lors d'une marche de la mort entre le camp d'extermination d'Auschwitz et Přelouč, est un compositeur français de naissance polonaise
Installé en France, il est célèbre pendant les années folles pour avoir écrit des chansons à succès, des musiques d'opérettes et des musiques de films.

## Biographie

### Famille
Casimir Georges Oberfeld, né Kazimierz Jerzy Oberfeld, est le fils de Roman Oberfeld, banquier d'origine juive, et d'Olga Heryng, poétesse de religion chrétienne. Il a un fils naturel, Grégoire, d'Élisabeth de Donici (sœur d'Olga-Anna de Donici, épouse de Georges Oltramare), qui avait épousé Paul Dunant, lequel lui avait donné son nom.

### Le compositeur

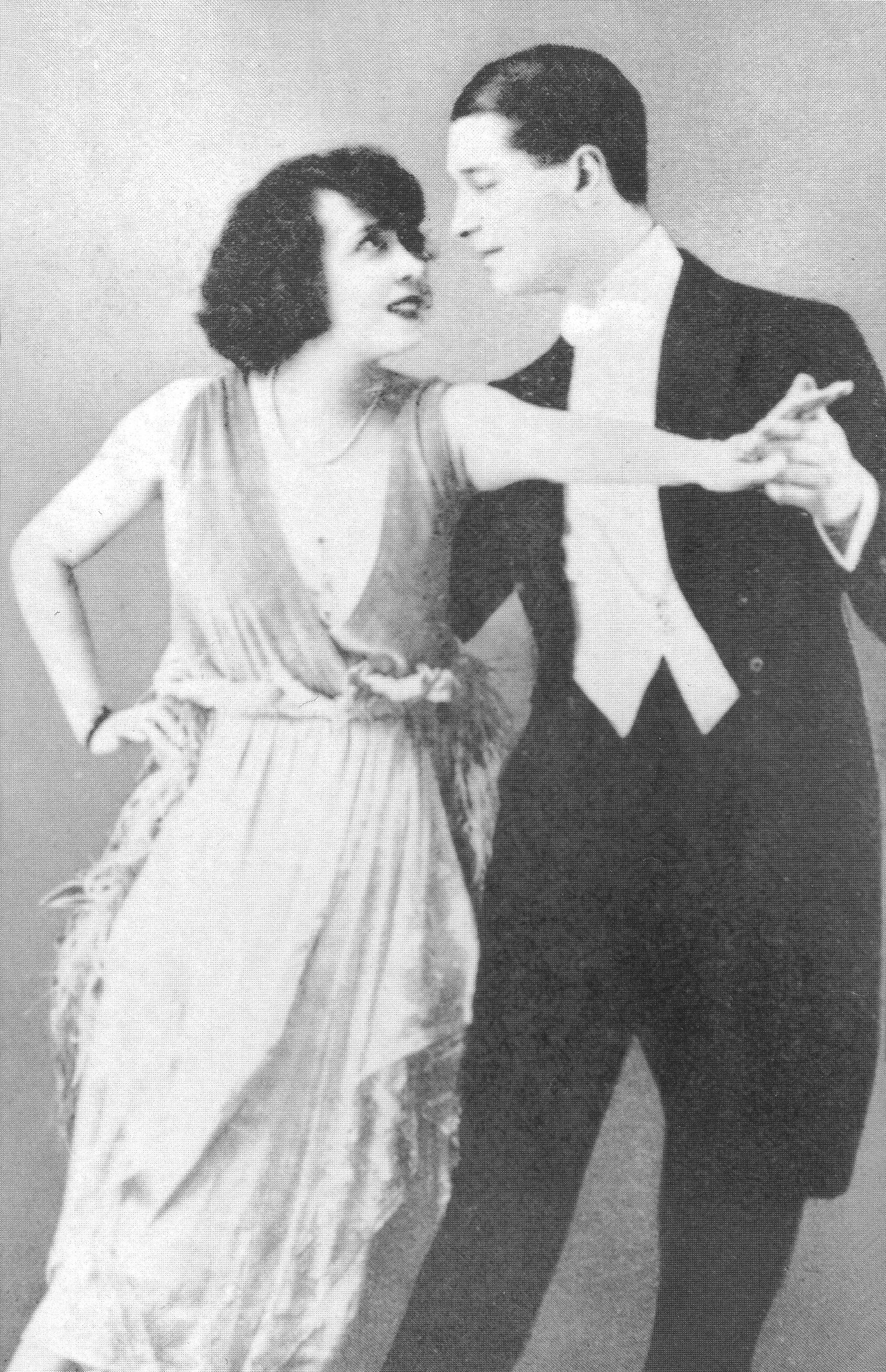
Maurice Chevalier et Mistinguett.

Déjà à l'école, le jeune Casimir monte des revues musicales de fin d'année. Installé en France, Casimir Oberfeld compose la musique de chansons à succès de style humoristique comme À Paname un soir pour Alibert, C'est pour mon papa pour Georges Milton, avec, entre autres, les paroliers René Pujol, Jean Manse, Charles-Louis Pothier, Albert Willemetz, Émile Audiffred (avec lequel il fait aussi des opérettes). Ses premiers succès datent de 1924. En novembre 1931, il s'installe définitivement en France. À Paris, il obtient ses plus grands succès, parfois sous le nom de Georges Grandchamp. Après avoir émigré en France, il achève ses chansons en polonais pour les publier comme des « succès étrangers ».

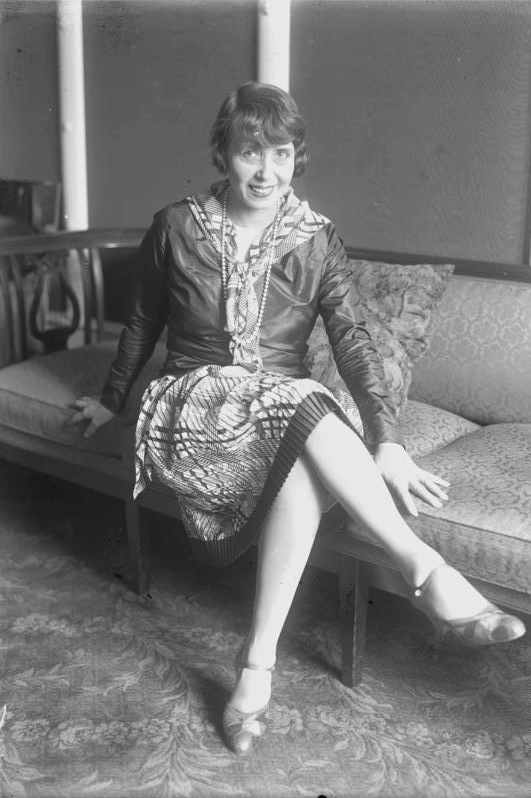
Mistinguett en 1931.

Il compose pour des artistes célèbres comme Fernandel et Mistinguett. Il écrit La femme est faite pour l'homme, pour Arletty en 1932, puis C'est vrai pour Mistinguett en 1933. En 1939, deux chansons à succès assoient définitivement sa renommée : Félicie aussi, popularisée par Fernandel, et Paris sera toujours Paris, pour Maurice Chevalier.
Il compose des opérettes, comme La Pouponnière (1932), Cœurs en rodage (1935), La Margoton du bataillon (1937, adaptation d'un film de 1933) — dont un des airs a sans doute « inspiré » deux plagiaires, André Montagard et Charles Courtioux, pour accompagner l’hymne officieux du régime de Vichy, Maréchal, nous voilà !, — et Le Rosier de Madame Husson (1937).
Alors que le cinéma devient parlant, il signe la musique d'une soixantaine de films dont Un de la légion (1936), Barnabé (1938), Le Schpountz (1938), Raphaël le tatoué (1938), Fric-Frac (1939), etc.
Il écrit de la musique de revues, de la musique religieuse, des chansons pour virtuose du piano, de nombreux tangos, foxtrot, blues, charleston, rumba, java, des marches, one-step et paso doble. Il compose des sérénades, intermezzos et deux symphonies : Danse de Paulette et Roland et Misterioso Concon (1939). En 1938, Casimir Oberfeld compose même une conga, nouveau rythme en vogue, La Conga.

### Pendant la Seconde Guerre mondiale
Pendant la « drôle de guerre », Casimir Oberfeld écrit pour Fernandel, au Théâtre aux armées, la musique de Francine, chanson très engagée contre la propagande allemande.
En 1941, il s'installe à Marseille où il rejoint Fernandel pour lui faire encore quelques chansons (par exemple Les Jours sans). Pour sa sécurité, il fait signer ses musiques de chansons par des compositeurs « aryens ». En 1942, les lois antisémites de Vichy et l'invasion de la zone libre par les Allemands l'obligent à se réfugier à Nice, alors occupée par l'Italie, réputée plus clémente. Cette même année, nait son fils naturel, Grégoire Dunant.
Il est compositeur et pianiste des studios de la Victorine. En septembre 1943, à l'armistice entre le royaume d'Italie et les Alliés, l'armée italienne évacue la région et est aussitôt remplacée par les Allemands.

### Déportation et décès
Lors d'une rafle de grande envergure, Oberfeld est arrêté et transféré en train le 3 décembre 1943 au camp de Drancy, en région parisienne. Sa dernière adresse est : Hôtel Royal, 23 Promenade des Anglais, à Nice.
Déporté à Auschwitz le 17 décembre 1943 par le convoi no 63, il y survit grâce au régime de faveur que lui vaut sa désignation de « musicien des camps ». À l’approche des troupes soviétiques, fin 1944, il est compris dans l’évacuation des hommes encore valides, qui sera appelée les marches de la mort. Déjà très affaibli, il y meurt de froid. Le 24 janvier, son corps et celui de huit autres victimes sont déchargés dans la gare de Přelouč, où un prêtre catholique brave l’interdiction des autorités et décide alors d’inhumer les corps, en mentionnant les numéros de matricule tatoués sur leur bras au-dessus d’un tombeau improvisé, dans la partie juive du cimetière catholique.
En 2011, Grégoire Dunant parvient, avec le soutien du musée d’Auschwitz-Birkenau, à identifier formellement la sépulture de son père à Přelouč et, le 29 juin 2016, les restes de Casimir Oberfeld sont réinhumés dans le cimetière de Montmartre,,. La tombe de Přelouč est toujours visible.

## Œuvres

### Opérettes
- 1932 : La Pouponnière, opérette en 3 actes, livret de René Pujol, Charles-Louis Pothier et Albert Willemetz, Paris, Bouffes-Parisiens.
- 1935 : Cœurs en rodage, opérette en 3 actes, livret de Max Eddy et Jacques Darrieux, Paris, Folies-Wagram.
- 1937 : Mon oncle Alex, opérette en 3 actes, livret de Jacques Darrieux et Camille François, Paris, Trianon Lyrique.
- 1937 : Le Rosier de Madame Husson, opérette, livret de Louis Verneuil et Jean Manse, Paris, théâtre de la Porte-Saint-Martin.
- 1938 : La Margoton du bataillon, opérette, livret d'André Mouëzy-Éon, Jacques Darmont et René Pujol, Paris, théâtre de la Porte-St-Martin.
- 1938 : La Féerie blanche, revue opérette, livret de Louis Verneuil, lyrics André Hornez, Paris, théâtre Mogador.

### Filmographie
- 1930 : La Douceur d'aimer de René Hervil
- 1930 : Le Roi des resquilleurs de Pierre Colombier
- 1930 : Une loge et un cœur de Gabriel Rosca
- 1930 : Méphisto de Henri Debain et Georges Vinter
- 1931 : Un homme en habit de René Guissart
- 1931 : La Bande à Bouboule de Léon Mathot
- 1931 : Y'en a pas deux comme Angélique de Roger Lion
- 1931 : La Femme de mes rêves de Jean Bertin
- 1931 : Allô... Allô... de Roger Lion
- 1931 : Le Lit conjugal de Roger Lion
- 1932 : Un bouquet de flirts de Charles de Rochefort
- 1932 : L'affaire Blaireau d'Henry Wulschleger
- 1932 : Le Rosier de madame Husson de Dominique Bernard-Deschamps
- 1932 : Avec l'assurance de Roger Capellani
- 1932 : Le Champion du régiment d'Henry Wulschleger
- 1932 : Conduisez-moi Madame de Herbert Selpin
- 1932 : Le Triangle de feu d'Edmond T. Gréville et Johannes Guter
- 1932 : Ne sois pas jalouse d'Augusto Genina
- 1932 : Mimi Pandore de Roger Capellani
- 1933 : La Pouponnière de Jean Boyer
- 1933 : Le chasseur de chez Maxim's de Karl Anton
- 1933 : Non son gelosa de Carlo Ludovico Bragaglia
- 1933 : Une idée folle de Max de Vaucorbeil
- 1933 : La Margoton du bataillon de Jacques Darmont
- 1934 : Le Fakir du Grand Hôtel de Pierre Billon
- 1934 : Bouboule Ier, roi nègre de Léon Mathot
- 1934 : On a trouvé une femme nue de Léo Joannon
- 1934 : L'École des contribuables de René Guissart
- 1934 : L'Oncle de Pékin de Jacques Darmont
- 1934 : Y faut s'marier de René Pujol
- 1935 : Ferdinand le noceur de René Sti
- 1935 : La Caserne en folie de Maurice Cammage
- 1935 : Le Bébé de l'escadron de René Sti
- 1935 : Lune de miel de Pierre-Jean Ducis
- 1936 : Train de plaisir de Léo Joannon
- 1936 : Avec le sourire[9] de Maurice Tourneur
- 1936 : La Petite Dame du wagon-lit de Maurice Cammage
- 1936 : On ne roule pas Antoinette de Paul Madeux
- 1936 : Œil de lynx, détective  de Pierre-Jean Ducis
- 1936 : Un de la légion de Christian-Jaque
- 1936 : Prête-moi ta femme de Maurice Cammage
- 1936 : Rigolboche de Christian-Jaque
- 1936 : J'arrose mes galons de Jacques Darmont et René Pujol
- 1936 : Le Mari rêvé de Roger Capellani
- 1937 : Les Maris de ma femme de Maurice Cammage
- 1937 : Vous n'avez rien à déclarer ? de Léo Joannon
- 1937 : Une femme qui se partage de Maurice Cammage
- 1937 : Les Dégourdis de la 11e de Christian-Jaque
- 1937 : Mademoiselle docteur de Georg Wilhelm Pabst
- 1937 : La Belle de Montparnasse de Maurice Cammage
- 1937 : Mon député et sa femme de Maurice Cammage
- 1937 : Le Porte-veine d'André Berthomieu
- 1938 : Êtes-vous jalouse ? de Henri Chomette
- 1938 : Les Deux Combinards de Jacques Houssin
- 1938 : Une de la cavalerie de Maurice Cammage
- 1938 : Le Schpountz de Marcel Pagnol
- 1938 : Barnabé d'Alexandre Esway
- 1938 : Ernest le rebelle de Christian-Jaque
- 1938 : Tricoche et Cacolet de Pierre Colombier
- 1938 : Vacances payées de Maurice Cammage
- 1938 : Le Dompteur de Pierre Colombier
- 1939 : Raphaël le tatoué de Christian-Jaque
- 1939 : Les Cinq Sous de Lavarède de Maurice Cammage
- 1939 : Fric-Frac de Maurice Lehmann et Claude Autant-Lara
- 1939 : Le Paradis des voleurs de Lucien-Charles Marsoudet
- 1939 : Le Chasseur de chez Maxim's de Maurice Cammage
- 1940 : Bach en correctionnelle d'Henry Wulschleger
- 1940 : Monsieur Hector de Maurice Cammage

## Sitographie
- Paul Dubé et Jacques Marchioro, « Casimir Oberfeld », sur Du temps des cerises aux feuilles mortes, 2021 (consulté le 22 juin 2025).
- « Le compositeur Casimir Oberfeld raconté par son fils, Grégoire Dunant » dans l'émission Étonnez-moi Benoît, France Musique, 4 juin 2016.
- Présentation du livre de Jean-Pierre Guéno, La Mélodie volée du Maréchal dans l'émission Étonnez-moi Benoît (dernière demi-heure), France Musique, 17 mars 2018.